# مارکو پیسهورن
مارکو پیسهورن (انگلیسی: Marco Pischorn؛ زادهٔ ۱ ژانویهٔ ۱۹۸۶) بازیکن فوتبال اهل آلمان است که در پست مدافع بازی می‌کند.
از باشگاه‌هایی که در آن بازی کرده‌است می‌توان به باشگاه فوتبال اشتوتگارت و باشگاه فوتبال اس‌وی زاندهاوزن اشاره کرد.